# NGC 4032
NGC 4032 (другие обозначения — UGC 6995, IRAS11579+2021, MCG 3-31-10, WAS 40, ZWG 98.19, KUG 1157+203, PGC 37860) — галактика в созвездии Волосы Вероники.
Этот объект входит в число перечисленных в оригинальной редакции «Нового общего каталога».
В галактике происходило непрерывное звёздообразование на протяжении последних 10 миллиардов лет.